# Kriminal belega ovratnika
Kriminal belega ovratnika se nanaša na finančno motiviran in nenasilen kriminal poslovnih in političnih profesionalcev. V kriminologiji je bila definicija opredeljena s strani sociologa Edwina Sutherlanda l. 1939 kot zločin čigar storilec uživa visok družbeni status in ugled ter nastane med opravljanjem njegovih dejavnosti. Tipični primeri kriminala belega ovratnika vključujejo goljufije, podkupovanja, Ponzijevo shemo, trgovanje na podlagi notranjih informacij, poneverbe, kibernetsko kriminaliteto, kršitve avtorskih pravic, pranje denarja, krajo identitete in ponarejanja.

## Problematika definiranja kriminala belega ovratnika
Sodobna kriminologija v splošnem zavrača omejitev pojma s sklicevanjem, zato raje opredeli vrsto kriminala in temo:
- Glede na vrsto kaznivega dejanja, npr. premoženjska kriminaliteta, gospodarski kriminal ter drugi kriminal podjetij s kaznivimi dejanji zoper okolje, zdravje in varnost. Nekatere vrste kriminala so možne samo z identiteto določenih posameznikov oziroma storilcev, npr. transnacionalno pranje denarja zahteva udeležbo visokih uradnikov, zaposlenih v bankah. FBI je sprejela ožji pristop k problemu kriminala belega ovratnika, in sicer ga opredeljuje tako: tista nezakonita dejanja, ki so karakterizirana s prevaro, prikrivanjem ali kršitvijo zaupanja in niso odvisna od prijave ali grožnje s fizične silo oziroma nasiljem (1989, 3). Ta pristop je dokaj razširjen v Združenih državah Amerike, vendar pa neustrezno zbiranje podatkov o socialno-ekonomskem položaju kršiteljev otežuje vrednotenje, ocenjevanje in raziskovanje. Medtem ko sta dejanski obseg in stroški gospodarskega krimnala neznana, FBI in Združenje pooblaščenih preiskovalcev prevar (ang.  Association of Certified Fraud Examiners) ocenjujeta letne stroške zaradi gospodarskega kriminala med 300 in 660 milijardami $.[2]
- Glede na tip storilca, npr. glede na družbeni razred, socialno-ekonomski položaj, zasedbo položajev, poklicne dejavnosti, akademske kvalifikacije, ali pa glede na motivacijo za kriminalno vedenje, npr. pohlep in strah pred izgubo statusa, če bi gospodarske težave postale jasne. Shover in Wright (2000) opozarjata na nevtralnost samega kaznivega dejanja, kot je sprejet v zakonu. Zakon neizogibno opisuje abstraktno ravnanje oseb, ne glede na značaj oseb, ki ga opravljajo, a ozadje in karakteristike storilcev so tiste, ki eden kriminal ločujejo od drugega. Večina, če ne vsi storilci se med seboj ločijo po življenjskih privilegijih, pri katerih mnogi izhajajo iz občutka neenakosti.
- Glede na organizacijsko kulturo, pri kateri Appelbaum in Chambliss navajata dvojno definicijo:[3]

1. poklicno kaznivo dejanje, ki se pojavi zaradi spodbujanja osebnih oziroma lastnih interesov, npr. s spreminjanjem zapisov, z višjimi zneski, kot so zapisani ali goljufanjem strank s strani profesionalcev.
2. organizacije ali podjetja, ki izvajajo kazniva dejanja zaradi spodbujanja interesov in koristi svojega podjetja, npr. previsoki zneski, določanje cen, lažnim oglaševanjem ipd.